# Shark (rzeźba Davida Černego)
Saddam Hussein Shark – rzeźba czeskiego artysty Davida Černego z 2006.
Praca była pastiszem dzieła Damiena Hirsta Fizyczna niemożliwość śmierci w umyśle istoty żyjącej i została wystawiona po raz pierwszy w Muzeum sztuki młodej Arabanka w Pradze. Kontrowersyjna instalacja przedstawia naturalnych rozmiarów postać Saddama Husajna w slipach kąpielowych, zanurzonego w akwarium dla rekinów (w rzeźbie Hirsta w akwarium pływał żarłacz tygrysi). Realistycznie ujęty Saddam ma ręce skrępowane liną i sznur na szyi.
Rzeźba była nominowana do europejskiej nagrody Turner Prize.
Symbolika rzeźby mogła przywodzić na myśl oczywiste porównanie do rekina – nieustraszonego drapieżnika mórz, budzącego lęk ludożercy, jakim dla wielu ludzi był Saddam Husajn.
Rzeźba była eksponowana w galerii BWA w Bielsku-Białej, jednak po interwencji wiceprezydenta miasta Zbigniewa Michniowskiego została stamtąd usunięta już drugiego dnia wystawy. Michniowski argumentował, że instalacja jest drażniąca i budzi w nim nieprzyjemne uczucia. Również w Belgii praca nie została pokazana z uwagi na spodziewane protesty zamieszkujących tam muzułmanów.